# Резерват змій
Резерва́т змій — загальнозоологічна пам'ятка природи місцевого значення в Україні. Розташована на території Теребовлянського району Тернопільської області, на захів від села Буданів, лісове урочище «Знесіння». 
Площа — 4,2 га. Статус отриманий 1990 року. Перебуває у віданні ДП «Тернопільське лісове господарство» (Буданівське лісництво, кв. 22, вид. 9).